# لثر
«لثر» (به انگلیسی: Läther) (شکل تغییریافته‌ای از Lather به معنی کف) آلبومی از هنرمند اهل ایالات متحده آمریکا فرانک زاپا است که در سال ۱۹۹۶ میلادی منتشر شد.